# Familjen är värre
Familjen är värre (Meet the Fockers) är en amerikansk komedifilm från 2004, regisserad av Jay Roach och med bland annat Robert De Niro, Ben Stiller och Dustin Hoffman i huvudrollerna. Filmen hade Sverigepremiär den 4 februari 2005.

## Handling
Efter att Greg Focker i första filmen fått möta flickvännen Pam Byrnes föräldrar och nu väl kommit överens med hennes misstänksamme far Jack är det nu dags för familjen Byrnes att träffa Gregs föräldrar. Läget blir inte lättare när det visar sig att föräldrarna är varandras motsatser och nu är det upp till Greg att mäkla freden.

## Rollista (i urval)
- Robert De Niro - Jack Byrnes
- Ben Stiller - Greg Focker
- Dustin Hoffman - Bernie Focker
- Barbra Streisand - Roz Focker
- Blythe Danner - Dina Byrnes
- Teri Polo - Pam Byrnes
- Alanna Ubach - Isabel
- Ray Santiago - Jorge Villalobos
- Tim Blake Nelson - Officer LeFlore
- Shelley Berman - Domare Ira
- Owen Wilson - Kevin Rawley